# Havfruen Peak
Der Havfruen Peak ist ein markanter und 365 m hoher Berg im östlichen Teil von Bristol Island im Archipel der Südlichen Sandwichinseln.
Das UK Antarctic Place-Names Committee benannte ihn 1971 nach der norwegischen Bark Hafruen, die am 3. Dezember 1911 vor den Südlichen Thuleinseln gesunken war.